# Liste der Bodendenkmäler in Olfen
Die Liste der Bodendenkmäler in Olfen enthält die denkmalgeschützten unterirdischen baulichen Anlagen, Reste oberirdischer baulicher Anlagen, Zeugnisse tierischen und pflanzlichen Lebens und paläontologischen Reste auf dem Gebiet der Stadt Olfen im Kreis Coesfeld in Nordrhein-Westfalen (Stand: Juni 2012). Diese Bodendenkmäler sind in Teil B der Denkmalliste der Stadt Olfen eingetragen; Grundlage für die Aufnahme ist das Denkmalschutzgesetz Nordrhein-Westfalen (DSchG NRW).
| Bild                             | Bezeichnung                        | Lage                                                      | Beschreibung | Bauzeit                                                          | Eingetragen seit | Denkmal- nummer |
| -------------------------------- | ---------------------------------- | --------------------------------------------------------- | --- | ---------------------------------------------------------------- | ---------------- | --------------- |
| Grabhügel Rönhagen               | Grabhügel Rönhagen                 | Olfen-Kirchspiel Karte                                    | | späte Jungsteinzeit / frühe Bronzezeit anzunehmen                |                  | B.1.1           |
| Grabhügel Sülsen                 | Grabhügel Sülsen                   | Olfen-Kirchspiel bei Schaafhausen 17 Karte                | Ein Teil der Hügelschüttung ist durch einen Bunkereinbau des 2. Weltkrieges gestört; die Angrabung wurde nach dem Krieg wieder verfüllt und ist heute nicht mehr erkennbar. | späte Jungsteinzeit / frühe Bronzezeit anzunehmen.               |                  | B.1.2           |
| Grabhügel Rönhagen               | Grabhügel Rönhagen                 | Olfen-Kirchspiel Karte                                    | | späte Jungsteinzeit / frühe Bronzezeit manzunehmen               |                  | B.1.3           |
| Grabhügel Rönhagen               | Grabhügel Rönhagen                 | Olfen-Kirchspiel Karte                                    | | späte Jungsteinzeit / frühe Bronzezeit                           |                  | B.1.4           |
| Grabhügel (2) Rönhagen           | Grabhügel (2) Rönhagen             | Olfen-Kirchspiel bei Alleeweg 46 Karte                    | | späte Jungsteinzeit - ältere Eisenzeit                           |                  | B.1.5           |
| Grabhügelgruppe Kökelsumer Heide | Grabhügelgruppe Kökelsumer Heide   | Olfen-Kirchspiel Karte                                    | 3 Grabhügel, im Umfeld der Grabhügel ist mit weiteren (im Gelände nicht sichtbaren) Bestattungen zu rechnen. | späte Jungsteinzeit / frühe Bronzezeit anzunehmen                |                  | B.1.6           |
| Grabhügel (2) Eversumer Heide    | Grabhügel (2) Eversumer Heide      | Olfen-Kirchspiel Karte                                    | | späte Jungsteinzeit / frühe Bronzezeit anzunehmen                |                  | B.1.7           |
| Gräfteanlage Burg „Haide“        | Gräfteanlage Burg „Haide“          | Olfen-Kirchspiel Kastanienweg 3 Karte                     | Die annähernd ovale Innenfläche (Abmessung ca. 25 × 20 m) wird von einer wasserführenden Gräfte (Breite ca. 6 m) vollständig umschlossen. Zuwegung (Brücke) im Nordosten. Auf der Insel befindet ein kleines Wochenendhaus, die Anlage befindet sich in einem guten Zustand. | spätes Mittelalter / frühe Neuzeit                               |                  | B.3.1           |
| weitere Bilder                   | Wall/Grabenanlage Rönhagener Heide | Olfen-Kirchspiel Karte                                    | Breiter Graben mit beidseitig verlaufenden Wällen; keine Außengräben. Rekonstruierbare Gesamtlänge (von Haus Ronnhagen bis Nähe Hof Schüßler) im Südosten ca. 1,8 km, 3 Teilstücke obertägig erhalten (Wälle z.T. eingeebnet). In nördlicher Fortsetzung stieß die (in diesem Bereich heute eingeebneten) Wall-/ Grabenanlage auf die Umgräftung des Adelssitz Haus Ronnhagen, sodass ein direkter Zusammenhang vermutet werden kann. Möglicherweise handelt es sich um eine im Spätmittelalter / bzw. in der Frühen Neuzeit, entstandene Umfriedung ehemals zu Haus Ronnhagen gehöriger Besitzungen. Historische Angaben, sind z. Zt. nicht bekannt. | spätes Mittelalter / frühe Neuzeit                               |                  | B.3.2           |
| Haus Senden                      | Haus Senden                        | Olfen-Kirchspiel Karte                                    | Standort der im Spätmittelalter errichteten (heute eingeebneten) Burganlage Haus Senden. Reste der Anlage sind untertägig erhalten. | Spätes Mittelalter (möglicherweise 14. / 15. Jh.)                |                  | B.4.1           |
| Landesburg Rechede               | Landesburg Rechede                 | Olfen-Kirchspiel Karte                                    | Untertägig erhaltene Reste der im Mittelalter entstandenen Burg Rechede und der zugehörigen (südwestlich gelegenen) Mühle. | Mittelalter                                                      |                  | B.4.2           |
| Haus Füchteln                    | Haus Füchteln                      | Olfen-Kirchspiel Karte                                    | Ober- und untertägig erhaltene Reste des mittelalterlichen Adelssitzes Haus Füchteln. Annähernd rechteckige, ehemals zweiteilige Gräftenanlage, heute weitgehend eingeebnet. | Mittelalter                                                      |                  | B.4.3           |
| weitere Bilder                   | Haus Rauschenburg                  | Olfen-Kirchspiel bei Dattelner Straße 84 Karte            | Mittelalterlicher Adelssitz, Zweiteilige Gräftenanlage, bestehend aus Vor- und Hauptburg. Die rechteckige Hauptburginsel (Abmessung ca. 40 × 30 m) wird von einer breiten wasserführenden Gräfte vollständig umschlossen, die Außenseiten der Gräfteninsel sind mit Mauerwerk befestigt. Im Innenbereich sind geringe Mauerreste erkennbar. Das Vorburgareal ist z.T. bebaut (Hofanlage 1910). Grundmauern von Vorgängerbauten sind erhalten. Die Gräfte der Vorburg ist zum größten Teil verfüllt. | Mittelalter                                                      |                  | B.4.4           |
| weitere Bilder                   | Haus Sandfort                      | Vinnum Karte                                              | Mittelalterlicher Adelssitz, Zweiteilige Gräftenanlage. Vor- und Hauptburg mit altem Gebäudebestand (Bausubstanz z. T. 16. Jh.), im Norden, Osten und Süden vorgelagerter (eingeebneter) Ringwall und Außengraben. | Mittelalter                                                      |                  | B.4.6           |
| weitere Bilder                   | Pfarrkirche St. Vitus, Kirchplatz  | Olfen-Stadt Kirchstr. 17 Karte                            | Untertägig erhaltene Reste von Vorgängerbauten (der 889 erstmals erwähnten) Vituskirche. | 889 erstmals erwähnt                                             |                  | B.5.4           |
| Grabhügel Hohe Lüchte            | Grabhügel Hohe Lüchte              | Olfen-Stadt Karte                                         | Die unruhige Oberflächenstruktur des Geländes (Weide) lässt auf weitere – heute stark verflachte – Grabhügel schließen. Darüber hinaus ist mit untertägig angelegten (d.h. im Gelände nicht sichtbaren) Bestattungen zu rechnen. | späte Jungsteinzeit / frühe Bronzezeit anzunehmen                |                  | B.6             |
| Gräberfeld Naturerlebnisbad      | Gräberfeld Naturerlebnisbad        | Olfen-Kirchspiel Ecke Kökelsumer Str./Alter Postweg Karte | Urnenfunde aus der frühen Eisenzeit (1.000 - 500v. Christus), Siedlungsfunde aus der Jungsteinzeit (ca. 6.000 v. Christus). Wahrscheinlich ehemals Grabhügel, durch späteres Umpflügen im Rahmen der landwirtschaftlichen Bewirtschaftung in heutige Form gebracht. | jüngere Bronze - ältere vorrömische Eisenzeit, Hohes Mittelalter |                  | B.7             |
| Befestigtes Römerlager           | Befestigtes Römerlager             | Olfen-Kirchspiel bei Dattelner Straße 80 Karte            | Durch Luftbilder, Ausgrabungen, Funde und naturwissenschaftliche Untersuchungen nachgewiesenes Römerlager aus der Zeit zwischen 11 – 8/7 v. Christus am nördlichen Lippeufer. Untertägig erhaltene Befunde wie Befestigungen aus Lagergräben und Fundamente einer Holz-Erde-Mauer, Gruben, Wege und Gebäudefundamente sowie Funde wie Keramik, Kleinfunde aus Metall und Knochen. Angelegt als Teil einer Befestigungslinie entlang der Lippe im Rahmen der Eroberungsfeldzüge der Römer in Westfalen. | Zeit zwischen 11 – 8/7 v. Christus                               |                  | B.8             |